# Freedom Avenue
«Freedom Avenue»  (укр. Проспект Свободи) — український метал-гурт, який розпочав свою діяльність у січні 2009 року в місті Ужгород спершу під назвою «Орден небеС».

## Історія групи
Гурт «Орден небеС» офіційно розпочав своє існування у січні 2009 року. Сергій Пічкар (вокал), Артур Молнар (гітара) та Едуард Молнар (гітара) вирішили спробувати зібрати свій колектив. На роль ударника до складу було запрошено Романа Славіка, а трохи пізніше до музикантів приєднався бас-гітарист Станіслав Копча. У цьому складі у вересні 2010 року був записаний дебютний сингл під назвою «Другой мир», який вийшов невеликим тиражем. У січні 2011 року Станіслав вирішує залишити колектив. На його місце приходить Сергій Скляров (бас-гітара). Восени 2011 року на новому підйомі у творчості музикантів Сергій Пічкар залишає гурт і вирішує серйозно зайнятися своєю сольною кар'єрою. У грудні того ж року через різні погляди на стиль музики гурт припиняє подальшу співпрацю з Сергієм Скляровим. У січні 2012 року музиканти беруть до складу молодого бас-гітариста Івана Крайняя, а у квітні того ж року до гурту остаточно приєднується вокаліст Тибор Кейшев, який грав раніше з гуртом як сесійний музикант. У березні 2013 року учасники гурту вирішують взяти вокалістку Анастасію Румянцеву для спільних концертів та нового звучання гурту. У травні 2013 року Тібор Кейшев вирішує покинути групу, а в листопаді того ж року група розлучається з Анастасією Румянцевою. На той момент гурт залишається без вокаліста, але не втрачає часу і приступає до роботи над написанням нових пісень. У грудні 2014 року на п'ятиріччя гурту Сергій Пічкар, Станіслав Копча та Анастасія Румянцева були спеціально запрошені для спільного концерту. 2015 року Сергій Пічкар повертається до групи, щоб записати спільно сингл «Ілюзія снів». Також у якості експерименту гурт «Орден небеС» записує кілька пісень з відомим київським вокалістом Костянтином Науменко, де особливо вдалою стала композиція «Blood divine» виконана англійською мовою. Пізніше Сергій Пічкар записує ще декілька треків з групою, але у березні 2022 року через різні погляди на подальший розвиток групи вирішує остаточно залишити колектив. Гурт давно хотіли записати трек, який би поєднував в собі чистий та сучасний екстрим вокали, на що здатен не кожен вокаліст! І ось у липні 2023 року гурт запрошує для спільної праці учасника "Голос країни", вокаліста гурту Dimicandum та Thinkside - Романа Семенчука, який записує новий синг "Bite My Heart". У грудні 2023 року виходить новий сингл групи під назвою "Another World", у якому взяв участь колишній бас гітарист Станіслав Копча. А вокальну партію виконав, як завжди, неперевершений Костянтин Науменко. У червні 2024 року гурт разом з вокалістом Романом Семенчуком випускає новий сінгл "41 Girls". Наприкінці червня 2024 року Сергій Пічкар повертається у склад Freedom Avenue, як основний вокаліст гурту. На початку вересня 2024 року Іван Крайняй залишає колектив, вирівши повністю присвятити себе сім'ї. Наприкінці вересня до гурту приєднався новий учасник бас-гітарист Анатолій Якіменко. У оновленому складі у кінці грудня того ж року гурт дає концерт "Christmas Rock`n`Roll Holiday".  На початку травня 2025 року Анатолій Якіменко залишає колектив.

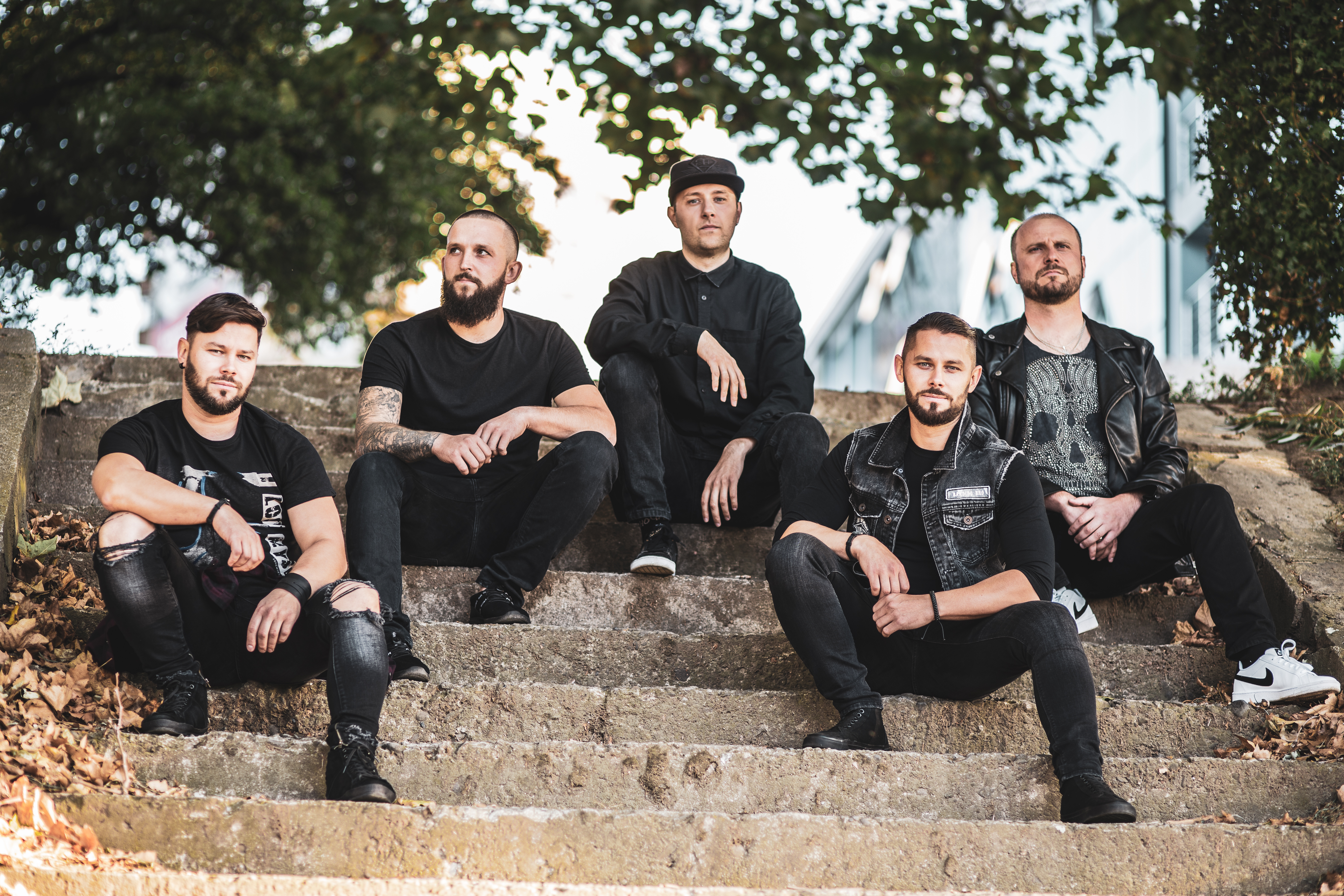
2020

Напрямок музики «Орден небеС» було обрано відразу — «Heavy Metal», але гурт не ставив перед собою рамки класичного стилю і вирішує поєднати у своїй творчості елементи «Thrash metal & Power metal». На певному етапі у своїй творчості музиканти не зупиняються на досягнутих успіхах і починають експериментувати зі звучанням. Понижений лад гітар, «рвучі», «важкі» рифи з мелодійними пасажами, чистий вокал з невеликими елементами «скриму», ліричні балади, пронизують до глибини душі «соло» — ось фірмовий знак групи. Багато текстів було перекладено англійською мовою, щоб відповідати групам європейського рівня.

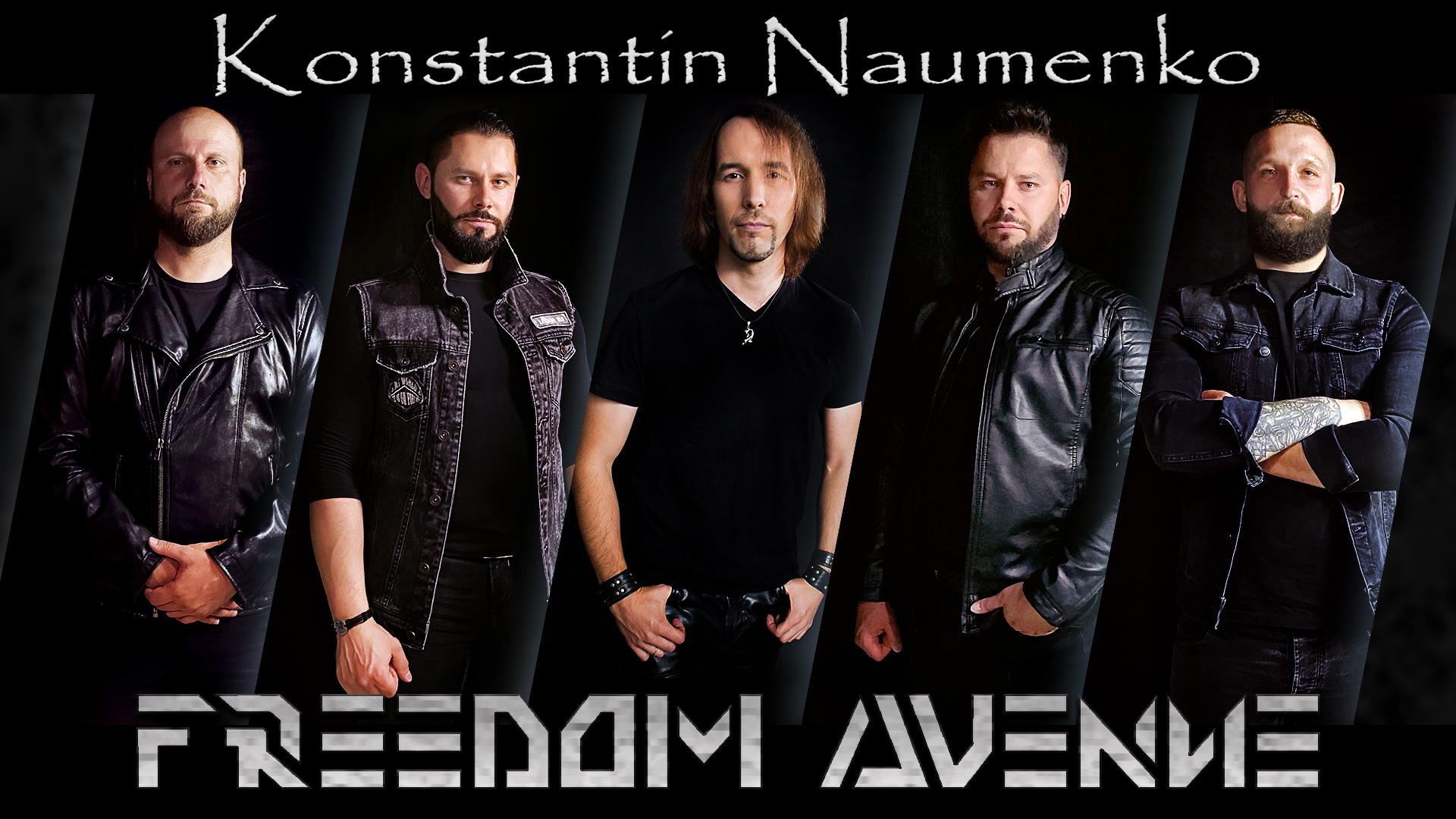
2021

Назва групи походить від поєднання слів: «Орден» — лицарська спільнота, організація осіб, пов'язаних загальною метою та особливими правилами життя і — «Небес» (небеса). У розумінні слово «небеса» набуло значення «вищі», «недосяжні», тобто «Спільнота вищих». Але слово «орден» може мати інше значення — «нагорода». Отже, назву групи можна розцінювати, як «нагорода небес», тобто «Найвища нагорода», а найвищою нагородою може бути лише визнання шанувальниками нашої творчості. Тому, щоб відповідати своїй назві, учасники групи прагнуть робити все на найвищому рівні, не забуваючи про самовдосконалення, професіоналізм та якісне виконання своїх творів.
«Орден небеС» був організатором таких концертів, як «Heavy Metal Night», «Heavy Metal Night II» та «Rock Napalm», які по праву можна вважати одними з кращих концертів свого часу за звучанням, світлом та декораціями в Закарпатській області. Також колектив виступив на престижних фестивалях «Metal Gods Fest» та «KKKTF», де серед відомих західних гуртів, зміг підкреслити свою індивідуальність та завоювати безліч шанувальників виконанням власних пісень. «Орден небес» стояв на одній сцені з «Коррозия Металла». Був запрошений як спец. гість для спільного виступу із гуртом «Ария». Ділив одну сцену із гуртом «Епідемія». Виступив на щорічному фестивалі «Music Bike Ukraine 2010», «Music Avia Bike Ukraine 2012» та «Music Avia Bike Ukraine 2013», де мав підтримку з боку багатьох байкер клубів. Брав участь у фестивалі середньовічної культури та історичної реконструкції «Срібний Татош 2013». Гурт неодноразово запрошували на регіональний телеканал «Тиса-1». Колектив був запрошений на фестивалі «День Міста» та «День Незалежності» від міської адміністрації. Також був частим гостем на кавер концертах «Total Cover Party», де завжди збирав під сценою велику кількість шанувальників важкої музики.
«Орден небес» має свою чітку життєву позицію про справедливість, боротьбу за свободу і правосуддя, міркування про історію, міфологію, релігію і про потойбічний світ. Група не обмежується однією воєнною тематикою. Соціальні теми, підняті в текстах, почуття та переживання у житті, все це робить групу різнобічною.

### Новий етап гурту
«Freedom Avenue» — ужгородський метал-гурт, який існує з 2009 року спершу під назвою «Орден небеС». На початку творчої діяльності колектив активно брав участь у різних фестивалях, де часто бував «на розігріві» у найвідоміших грандів свого жанру, а також самостійно організовував концерти хорошого рівня. Через різні обставини відбувалися зміни складу, але гурт не припиняв своє існування, а навпаки, здобував досвід та змінював підхід та напрямок до більш сучасного виконання. Зараз гурт активно задіяний у підготовці нового матеріалу: записує пісні, знімає кліпи та веде концертну діяльність.
Учасникам «Орден небеС» хотілося відійти від тематики старого жанру і йти в ногу з часом. Тому колективним рішенням було прийнято перейменуватися і почати все заново: з новою назвою, новим репертуаром, новим іміджем, сучаснішим підходом до виконання. 27 липня 2020 року було створено новий логотип групи «Freedom Avenue». Цю дату слід вважати початком нового етапу гурту. У тому ж році виходить дебютний кліп на пісню «Пам'ятай» режисером якого став Дмитро Попюк. У квітні 2022 року гурт випускає свій другий кліп на пісню «Безкрилі ангели» присвячений військовим, які ризикуючи власним життям захищають свободу та незалежність України. 6 травня 2022 року цей трек прозвучав в ефірі найбільшої української рок-радіостанції «Radio ROKS».
Є декілька причин, з яких обрали саме назву «Freedom Avenue»: одна з найбільших вулиць міста Ужгород  — Проспект Свободи (Freedom Avenue). Усім відомо де вона знаходиться, оскільки це центральна вулиця, що розділяє наше місто умовно на дві частини: стару і нову. Колективу гурту хотілося відповідати цим масштабам — бути центральними, великими і впізнаваними. Проспект (Avenue) ще означає вид майбутнього, перспектива, а у слово Feedom (Свобода) був закладений сенс вільного вибору напряму, вільних дій у творчості, впевненого руху до успіху, прагнення гурту йти до своєї мети.

## Склад

### Теперішній склад
- Сергій Пічкар — вокал (січень 2009 — жовтень 2011; липень 2015 — березень 2022; з червня 2024)
- Артур Молнар — гітара (з січня 2009)
- Едуард Молнар — гітара (з січня 2009)
- Роман Славік — ударні (з січня 2009)

### Колишні учасники
- Станіслав Копча — бас (січень 2009 — січень 2011)
- Сергій Скляров — бас (лютий 2011 — грудень 2011)
- Тібор Кейшев — вокал (квітень 2012 — травень 2013)
- Анастасія Румянцева — вокал (березень 2013 — листопад 2013)
- Іван Крайняй — бас (січень 2012 — вересень 2024)
- Анатолій Якіменко — бас (вересень 2024 — травень 2025)

### Спільні проєкти за участі інших музикантів
- Костянтин Науменко — вокал:
  - травень 2019 трек "Спогади";
  - червень 2021 трек "Blood divine";
  - квітень 2022 трек "Безкрилі ангели";
  - жовтень 2022 трек "Fire";
  - жовтень 2023 трек "Another World".
- Роман Семенчук — вокал:
  - липень 2023 трек "Bite My Heart";
  - липень 2024 трек "41 Girls".

## Дискографія
- Сингл «Другой мир» (2010):
  1. За тобой
  2. Другой мир
  3. Зеркала

- Міні-Альбом «Dream illusion» (2022):
  1. Ілюзія снів
  2. Пам'ятай
  3. Безкрилі ангели
  4. Спогади
  5. Blood divine

- Сингл «Fire» (2022):
  1. Fire

- Сингл «Bite My Heart» (2023):
  1. Bite My Heart

- Сингл «Another World» (2023):
  1. Another World

- Сингл «41 Girls» (2024):
  1. 41 Girls

## Відеографія

### Офіційні кліпи
- Пам'ятай (2020)
- Безкрилі ангели (2022)
- Another World (2023)

### Офіційні live-відео
- Heavy Metal Night II (2010)
- Total Cover Party V (2016)
- Christmas Rock`n`Roll Holiday (2024)